# Министерство финансов Украины
Министерство финансов Украины (укр. Міністерство фінансів України) — центральный орган исполнительной власти Украины, который формирует и реализует государственную финансовую и бюджетную политику, а также определяет политику в таможенной и налоговой сфере. Министерство отвечает за то, чтобы создавать финансовое обеспечение для исполнения государством своих функций, а также — условия для стабильного развития экономики путем эффективного, сбалансированного, непредвзятого и прозрачного управления государственными финансами.

## Основные задачи
Министерство действует на основании Положения, утвержденного Постановлением Кабинета Министров Украины от 20 августа 2014 г. № 375.
Согласно этому Постановлению, министерство выполняет следующие основные задачи:
- Осуществляет нормативно-правовое регулирование в финансовой, бюджетной, налоговой, таможенной сферах, в сфере администрирования единого взноса на общеобязательное государственное социальное страхование, государственной политики в сфере борьбы с правонарушениями при применении налогового и таможенного законодательства, а также законодательства по вопросам уплаты единого взноса; в сфере государственного финансового контроля, казначейского обслуживания бюджетных средств, бухгалтерского учёта, выпуска и проведения лотерей, организации и контроля за изготовлением ценных бумаг, документов строгой отчетности, добычи, производства, использования и хранения драгоценных металлов и драгоценных камней, драгоценных камней органогенного образования и полудрагоценных камней, их обращения и учёта, в сфере предотвращения и противодействия легализации (отмыванию) доходов, полученных преступным путем, и предотвращения и противодействия финансированию терроризма;
- Анализирует и прогнозирует доходы бюджета, ежегодно разрабатывает проект Бюджетной декларации на среднесрочный период и проект закона о Государственном бюджете Украины на следующий год;
- Координирует процесс выполнения Государственного бюджета Украины;
- Определяет основные организационно-методические основы бюджетного планирования, повышает эффективность управления государственными финансами;
- Обеспечивает управление государственным и гарантированным государством долгом;
- Регулирует и совершенствует межбюджетные отношения (отношения между государственным и местными бюджетами), согласовывает объёмы и условия осуществления местных заимствований и предоставления местных гарантий, осуществляет регистрацию местных заимствований и местных гарантий;
- Информирует общественность об экономических и фискальных целях государства, а также о результатах выполнения Государственного бюджета;
- Осуществляет государственное регулирование бухгалтерского учёта и финансовой и бюджетной отчетности;
- Проводит оценку финансового обеспечения проектов соглашений о региональном развитии и государственных программ социально-экономического развития территорий;
- Обеспечивает в установленном законодательством порядке участие государства в капитализации банков, осуществляет управление корпоративными правами таких банков и готовит планы их продажи;
- Формирует и воплощает единую государственную финансовую политику по развитию рынка финансовых услуг, развития государственных банков, государственного ипотечного учреждения и других финансовых учреждений;
- Организует и налаживает сотрудничество с Международным валютным фондом и другими международными финансовыми организациями;
- Осуществляет регулирование и надзор в сфере предотвращения и противодействия легализации (отмыванию) доходов, полученных преступным путем, или финансированию терроризма; сотрудничает с Группой по разработке финансовых мер борьбы с отмыванием денег и другими международными организациями в этой сфере.

## Руководство
- Министр финансов Игорь Уманский[2]
- Первый заместитель министра Василий Шкураков[укр.][3]
- Правительственный уполномоченный по вопросам управления государственным долгом Юрий Буца[укр.][4]
- Заместитель министра по вопросам европейской интеграции Юрий Гелетий[укр.][5]
- Заместитель министра Олег Мельник[6]
- Заместитель министра Светлана Воробей[7]
- Государственный секретарь Константин Ващенко[укр.][8]

## Организационная структура
Организационная структура Министерства финансов Украины:
- Департамент обеспечения деятельности Министра
- Департамент местных бюджетов и инвестиций
- Департамент государственного бюджета
- Департамент налоговой, таможенной политики и методологии бухгалтерского учёта
- Департамент организации работы Министерства и документооборота
- Департамент связей с органами государственной власти
- Департамент финансов производственной сферы и имущественных отношений
- Департамент финансов социальной сферы
- Департамент финансов гуманитарной сферы
- Департамент финансов обороны, правоохранительных органов и государственной безопасности
- Департамент финансовой политики
- Департамент долговой и международной финансовой политики
- Департамент государственной политики в сфере пробирного надзора, документов строгой отчетности и лотерейной деятельности
- Департамент организации работы Министерства, документооборота и контроля за исполнением документов
- Департамент работы с персоналом, предотвращения и противодействия коррупции
- Информационно-аналитический департамент
- Административно-хозяйственный департамент
- Департамент по финансово-экономическим вопросам, бухгалтерского учёта и финансовой отчетности
- Отдел внутреннего финансового контроля и аудита
- Юридический департамент
- Управление коммуникаций (Пресс-служба)
- Мобилизационный отдел
- Сектор режимно-секретной работы

## Центральные органы исполнительной власти, деятельность которых направляет и координирует Министр финансов
- Государственная казначейская служба Украины;
- Государственная налоговая служба Украины;
- Государственная таможенная служба Украины;
- Государственная служба финансового мониторинга Украины.

Примечание:  До 10 сентября 2014 к числу организаций, подчиненных Министерству финансов, также принадлежала Государственная пробирная служба Украины, однако она была ликвидирована в ходе оптимизации системы центральных органов исполнительной власти после Революции Достоинства. Функции по реализации государственной политики в сфере государственного пробирного контроля были возложены на Министерство финансов, а функции по защите прав потребителей изделий из драгоценных металлов и драгоценных камней — на Государственную службу по вопросам безопасности пищевых продуктов и защиты потребителей.

## Учреждения и организации, которые принадлежат сфере управления Министерства
- Научно-исследовательский финансовый институт
- Государственный геммологический центр Украины
- Государственное хранилище драгоценных металлов и драгоценных камней
- Музей декоративного и ценного камней
- Редакция журнала «Финансы Украины»
- Полиграфический комбинат «Украина»
- Киевская офсетная фабрика
- Главный проектно-производственный и сервисный центр компьютерных технологий